# Syrup
Syrup è un singolo del rapper italiano Shiva, pubblicato il 14 settembre 2024 come primo estratto dal sesto album in studio Milano Angels.

## Tracce
Testo di Andrea Arrigoni, Finesse, Seventeens e Zazu.
1. Syrup – 3:09

## Classifiche
| Classifica (2023) | Posizione massima |
| ----------------- | ----------------- |
| Italia            | 1                 |